# Disconnected (chanson de Keane)
Singles de Keane
Silenced by the Night
(2012) Sovereign Light Café
(2012)
Pistes de Strangeland
Silenced by the Night Watch How You Go
Disconnected est une chanson du groupe de rock alternatif Keane, extrait de l'album Strangeland. C'est le second single de l'album.

## Clip vidéo
Le clip a été réalisé par le réalisateur espagnol Juan Antonio Bayona avec le scénariste Sergio G. Sánchez. Il a été filmé dans une maison hantée et située à Barcelone, en Espagne. Il s'agit d'un court-métrage d'horreur dans lequel on voit le groupe jouant le morceau et un couple faisant des cauchemars.